# Воронько Платон Микитович
Плато́н Мики́тович Воронько́ (18 листопада (1 грудня) 1913 , Чернеччина, Харківська губернія  — 10 серпня 1988 , Київ ) — український та радянський поет, письменник, публіцист, драматург. Депутат Верховної Ради УРСР 10—11-го скликань.

## Життєпис
Народився 18 листопада (1 грудня) 1913 в селі Чернеччина, тепер Охтирського району Сумської області. Виховувався в Охтирському дитячому містечку-інтернаті, яким керував Матвій Довгополюк. Платон Воронько згадував:
| Хлопчиком батьки віддали мене на виховання в Охтирське дитмістечко. Педагог, агроном і поет Матвій Лукич Довгополюк прагнув відкрити в кожної дитини талант, прищепив любов до поезії Павла Тичини, яка стала для мене тим живим середовищем, у якому формується душа людини. |
Навчався в Харківському автодорожному інституті, після закінчення якого з 1932 працював автомеханіком, секретарем комсомольської організації «Вахшбуду», завідувачем гаража Ленінабадського бавовнозаводу «Ходжент» в Таджикистані.
1935 року був призваний на строкову службу до лав РСЧА. Після демобілізації в 1937 році працював вчителем української мови в селі Хухра і в Охтирській середній школі на Сумщині. 1937 року вступив до Московського літературного інституту імені Горького.
1939-го добровольцем пішов на фінський фронт, де воював разом з своїми товаришами по інституту — Сергієм Наровчатовим, Миколою Отрадою, Ароном Копштейном та ін. Брав участь у німецько-радянській війні з перших днів, знову добровольцем. 1943 року закінчив курси підривників і був направлений за лінію фронту в партизанське з'єднання Сидора Ковпака. Член ВКП(б) з 1943 року.
З 1945 року працював завідувачем відділу журналу «Дніпро». Після війни Платон Воронько займався літературною творчістю. Він автор понад тридцяти збірок віршів і поем та великої кількості книжок для дітей. У 1969—1971 роках — заступник голови Київської організації Спілки письменників України.
Водночас він обирався депутатом Верховної Ради УРСР десятого та одинадцятого скликань.
Помер поет 10 серпня 1988 в Києві. Похований на Байковому кладовищі.

## Літературна творчість
Перша книжка віршів поета-партизана «Карпатський рейд» вийшла 1944-го. Вірші «Карпатського рейду» писалися в народнопісенному дусі.
Хрестоматійним став ліричний твір Воронька «Я той, що греблі рве», написаний невдовзі після війни — у творчому розвитку поета цей вірш ніби завершував один і започатковував другий етап, межу між якими можна умовно означити кінцем 50-х років. До цього у поета вийшли збірки «Весняний грім» (1947), «Великий світ» (1948), «Славен мир» (1950), «Від Москви до Карпат» (1951), «Моя Москва» (1953), «Обов'язок» (1955), «Моя Гуцульщина» (1956), «Драгі другарі» (1959) та інші. Цей перелік поповнюється багатьма книжками для дітей (наприклад, «Казка про Чугайстра»). За збірку «Славен мир» поет 1951 року отримав Сталінську премію.

Могила Платона Воронька

За повоєнними віршами можна легко відстежити життєві маршрути поета — шляхи «від Москви до Карпат» по місцях колишніх боїв, участь у всесвітній молодіжній конференції на захист миру в Лондоні, поїздки до «драгих другарів» у Болгарію, в інші братні країни, чи перебування в Москві, чи відвідини країв, де він народився і виріс.
Для поезії другої половини 1940—1950-х характерні вірші, навіяні героїкою і трагедіями недавніх битв — «Солдат», «Могила генерала Руднєва», «Пісня про Лівшу», «Вдень накувала зозуля», «Ой, ганьба!», «Пісня ветерана», «Винесла відерце за ворота» та ін., а також інтимна, любовна тематика — «Мені приснилась та білява», «Зустріч», «Тільки згадка торкнеться рукою», «Я не шукав кохання», «Є почуття такі прозорі» тощо. Широке визнання здобули пісні «Від Москви до Карпат», «Коні вороні», «Ходімо, кохана, у ліс», «І чого тікати» та інші.
Епічний талант поета виявився в поемах «Безсмертя» (1945), «Ярославна» (1945), «З Німеччини в Чернеччину» (1945), «За всі літа розлуки» (1945–1962), поемі-легенді про братів-гуцулів «Стояни».
Від 1960 у світ виходять книги лірики і поем — «Мирний неспокій», «Через гони літ» (1960), «Гнівом Африка клекоче» (1961), «Коли я в Київ повертаюсь» (1962), «Скресання» (1967), «Поки живий — іду», «У світлі блискавиць» (1968), «Повінь» (1970), «Здвиг-земля» (1976), «Узьмінь» (1979), «Батькові долоні», «Совість пам'яті» (1980).
За збірку поезій «Повінь» 1972 року був удостоєний Державної премії УРСР імені Тараса Шевченка, а збірки для дітей «Читаночка» (1969), «Казка про Чугайстра» (1971), «Сніжна зіронька горить» (1973), «Облітав журавель» (1974), «Всім по сім» (1975) — премії імені Лесі Українки (1976).

## Нагороди
- орден Леніна (10.12.1973)
- три ордени Трудового Червоного Прапора (1963)
- орден Червоного Прапора
- орден Вітчизняної війни І ст.
- орден Вітчизняної війни II ст.
- медалі
- Почесна Грамота Президії Верховної Ради УРСР

## Причетність до репресій
2 березня 1972 Платон Воронько взяв участь у засіданні президії правління Спілки письменників України, під час якого зі Спілки було виключено дисидента Івана Дзюбу за книгу «Інтернаціоналізм чи русифікація?». У своєму виступі він підтримав виключення та розкритикував Дзюбу і його книгу: 
| До нас на Україну приїздять багато різних людей із-за кордону. І всі вони в один голос підтверджують ту думку, що такої книжки, яка була б такою потрібною всім націоналістам усіх мастей, ще не потрапляло. Це для них знахідка. Щоправда, я сам цієї книжки не читав, але я не можу не вірити їм хоча б тому, яку вона має популярність за кордоном. А в нас уже є досвід: усе, що виходить у нас і має "там" великий попит — із червоточиною. Це безсумнівно. Останнім часом за кордоном понавидумували різного роду "соціалізмів", де ленінські ідеї спотворені, де, власне, крім імені самого Леніна, від ленінізму нічого не лишилося.[4] |

## Вшанування пам'яті
- В Охтирці існує вулиця Платона Воронька[5].
- У журналі «Перець» № 23 за 1973 рік розміщено дружній шарж А. Арутюнянца, присвячений 60-літтю Платона Воронька.[6][7]
- 2018 року Національна спілка письменників України заснувала літературну премію імені Платона Воронька в царині літератури для дітей.[8][9]

## Електронні джерела
- Біографія П.Воронька на ukrlit [Архівовано 1 грудня 2008 у Wayback Machine.]
- Твори Платона Воронька на Читанці [Архівовано 4 травня 2015 у Wayback Machine.]
- Пісні на слова Платона Воронька [Архівовано 22 лютого 2010 у Wayback Machine.]
- Біографія і твори Платона Воронька на «Українському Центрі» [Архівовано 24 вересня 2020 у Wayback Machine.]
- Вірші для дітей Платона Воронька в бібліотеці «TOU»